# MechWarrior 2: 31st Century Combat
MechWarrior 2: 31st Century Combat — компьютерная игра 1995 года, разработанная Activision. Является «продолжением» оригинальной игры MechWarrior из вселенной BattleTech.
Игра также была портирована на PlayStation и Sega Saturn.

## MechWarrior 2 (оригинальная игра)

### Сюжет
Игра MechWarrior 2: 31st Century Combat (общеизвестна как MechWarrior 2) реконструирует события сразу после битвы на Токайдо между войсками внутренней сферы и вторгшимися войсками кланов. Игра посвящена «Испытанию отказа» — войне между Кланом Волка и кланом Нефритового Сокола

### Игровой процесс
Mechwarrior 2 — симулятор управления фантастической боевой машиной 31-го тысячелетия в вымышленной вселенной Battletech. В роли война Клана игроку предстоит вести бой управляя Боевым Мехом. Задача игрока — выполнять миссии используя наименьшее кол-во ресурсов, за что он будет вознаграждаться дополнительными очками репутации (чести). противником выступают `Мехи и боевая техника клана-соперника.
В начале своей карьеры игрок может управлять только своим мехом. С развитием сюжета игрок получает под своё командование звено ведомых. Между миссиями игрок может чинить свой мех и мехи своего звена, менять на них конфигурацию вооружения и другого оборудования.

### Однопользовательская игра
В начале игры игрок должен выбрать клан за который он будет играть — Клан Волка или клан Нефритовых Соколов. Миссии в игре проходят на различных планетах из вселенной Battletech. Так же миссии различаются своими задачами — «найти и уничтожить», «рекогносцировка», «атака базы» и тд. Игра за каждый клан предполагает выполнение 15 заданий (всего в игре — 30), в которых помимо основных целей присутствуют и необязательные для выполнения боевые задачи.

### Мультиплеер
В оригинальной версии игры для DOS поддержки сетевой игры не было, однако, с выходом версии для Windows 95 такая поддержка появилась с помощью специальной программы NetMech предназначенной для игры по сети или по прямому соединению (direct connection).

## Дополнения

### Ghost Bear’s Legacy

Обложка MechWarrior 2: Ghost Bear’s Legacy

MechWarrior 2: Ghost Bear’s Legacy дополнение к первой версии MechWarrior 2, которое даёт игрокам возможность сыграть за клан Ghost Bear (Клан Призрачного Медведя). В дополнении присутствуют 14 новых мехов, несколько видов нового оружия, и 12 новых миссий, исполненных в новых визуальных окружениях, таких как открытые пространства и подводный мир. Так же добавлены новые музыкальные темы.

### MechWarrior 2: Mercenaries

Обложка MechWarrior 2: Mercenaries

MechWarrior 2: Mercenaries был выпущен 30 сентября 1996 года как отдельная игра-продолжение к MechWarrior 2. Это была последняя игра из серии BattleTech, вышедшая под маркой Activision. В этой игре главный герой управляет отрядом наёмников Inner Sphere (Внутренней Сферы), контролирует финансы отряда и выбирает боевые задачи. Mercenaries дают игроку доступ к управление 30 новыми мехами в 50 миссиях, проходящих в различных мирах, включая миссии из «Вторжения Кланов». MechWarrior 2: Mercenaries поддерживают сетевой протокол MercNet (новая версия NetMech) для мультиплеерных игр. Так же была выпущена специальная 3dfx версия.

### MechWarrior 2: BattlePack
MechWarrior 2: BattlePack был выпущен в 1997 году и содержала две игры MechWarrior 2 и MechWarrior 2: Ghost Bear’s Legacy с поддержкой сетевого протокола NetMech для мультиплеерных игр по LAN и по модему.

### MechWarrior 2: The Titanium Trilogy
MechWarrior 2: The Titanium Trilogy была выпущена в 1998 году и содержала все три игры MechWarrior 2 с дополнительно добавленной поддержкой Windows 95 и трёхмерных аппаратных ускорителей. Графические ресурсы были переведены в формат 16-бит (8-бит в предыдущих версиях), что сильно изменило внешний вид игры.

### MechWarrior 2: Mercenaries (Titanium Edition)
MechWarrior 2: Mercenaries (Titanium Edition) была выпущена в 1998 году и содержала оригинальную версию MechWarrior 2: Mercenaries плюс версию с поддержкой Direct3D видеокарт.

## Оценки
| Русскоязычные издания | Русскоязычные издания     |
| Издание               | Оценка                    |
| --------------------- | ------------------------- |
| «Страна игр»          | 5 из 5 (PC) 8 из 10 (PS1) |
| SBG Magazine          | 9 из 10                   |
| PRO Игры              | 80 % (Mercenaries)        |